# Público (España)
Público es un periódico digital de España, editado en español y perteneciente a Display Connectors, cuyo accionista mayoritario es Antoni Cases. Se edita en Internet mediante la web de noticias generales Público.es, aunque desde su fundación en septiembre de 2007 y hasta febrero de 2012 tuvo una versión impresa.
Es de ámbito nacional, tiene su sede en Madrid y está formado por una plantilla de unos 35 trabajadores, entre dirección, redacción y administración. Dirigido por Ana Pardo de Vera, desde septiembre de 2016 —anteriormente, corresponsal política del mismo diario—, tiene como redactor jefe a Pedro González de la Calleja —antes, redactor jefe de la sección de Dinero— y al periodista Pablo Oliveira y Silva como jefe de sección.

## Historia

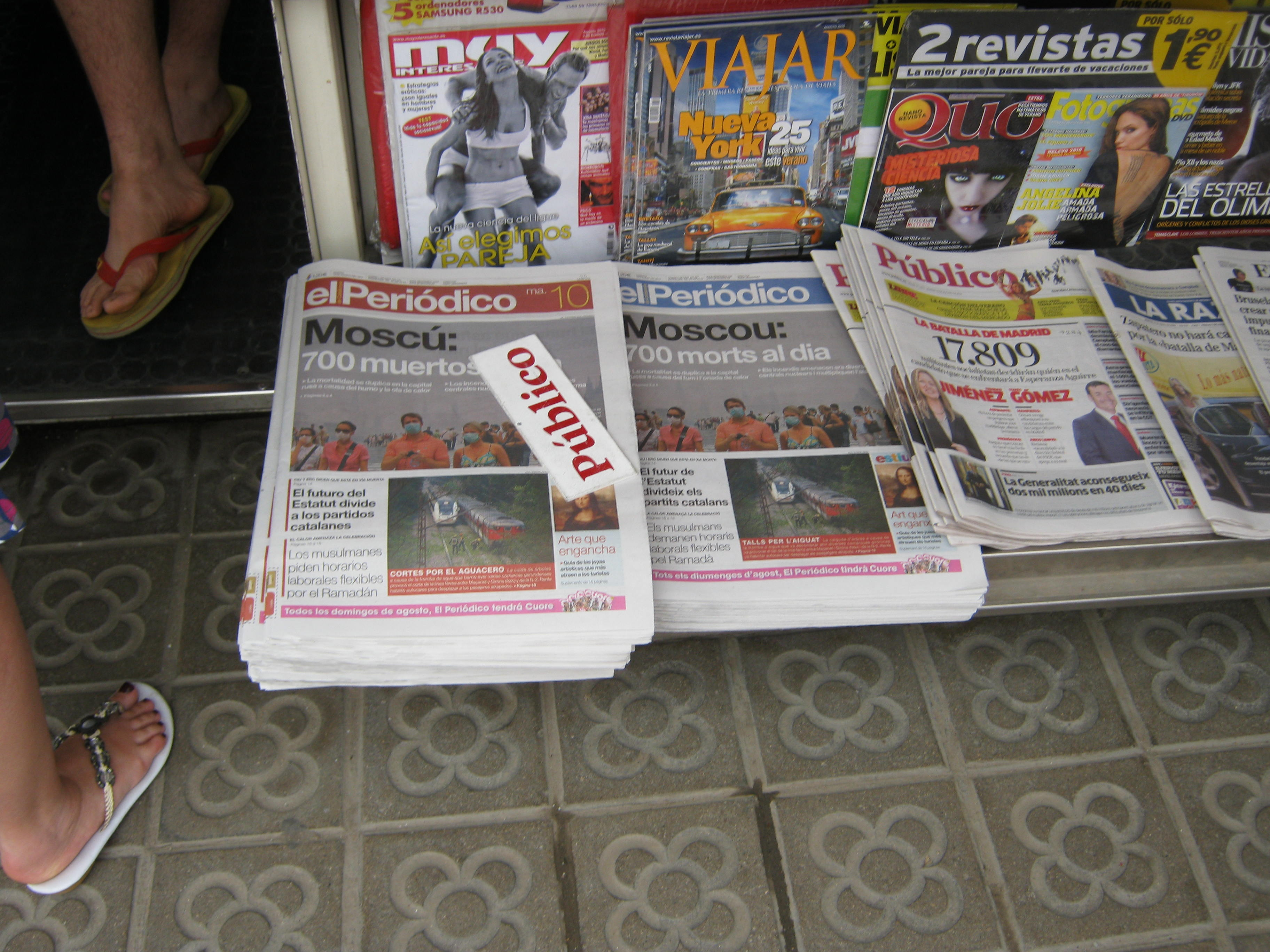
El diario Público en papel en un kiosco de prensa

El diario Público fue ideado por Jaume Roures, Tatxo Benet y Toni Cases al inicio de 2007, con el objetivo de introducir en el panorama de prensa española un diario de ideología de izquierda. Para ello se constituyó la editora Mediapubli Sociedad de Publicaciones y Ediciones. Al frente del proyecto se situó el periodista y bloguero Ignacio Escolar, que reclutó a profesionales de otros diarios y medios españoles para formar la primera plantilla de la publicación, en la redacción situada en la calle Caleruega de Madrid.
El diario y su página web se estructuraron a través de diferentes secciones como Opinión, Internacional, Política, Sociedad, Economía, Ciencias, Culturas, Deportes y Gente. La publicación no constaba de artículos editoriales, aunque sí de numerosos columnistas y, desde un primer momento, rechazó publicar anuncios de prostitución. El periódico en papel y su edición digital vieron la luz por primera vez el 26 de septiembre de 2007 y publicó su último número en papel el 24 de febrero de 2012. La página web de información general ha continuado su andadura desde entonces como un medio independiente en Internet.
Su primer director fue Ignacio Escolar, que permaneció en el diario desde su creación en 2007 hasta el 13 de enero de 2009, siendo sucedido por Félix Monteira, quien ocupó el cargo hasta el 4 de marzo de 2010, cuando accedió a la Secretaría de Estado de Comunicación. Desde entonces hasta el cierre de la edición de papel, el 24 de febrero de 2012, el periódico estaba dirigido por Jesús Maraña, cargo que ocupó Carlos Enrique Bayo Falcón en junio de 2012, sucedido por Ana Pardo de Vera en septiembre de 2016, cargo que desempeñó hasta diciembre de 2019, cuando Virginia P. Alonso accedió al cargo de directora.
Aunque el precio de venta inicial del diario fue de solo 50 céntimos de euros, rápidamente su precio pasó a ser de 1 € de lunes a jueves; de 2 € los viernes y sábados; y de 2,5 € los domingos. Según datos certificados por la OJD y referidos al período de julio de 2010 a junio de 2011, el promedio de tirada de Público fue de 129 679 ejemplares y el promedio de difusión de 87 983. El acceso a su página web siempre ha sido gratuito, alcanzando una difusión mucho mayor que la edición en papel.

## Cierre de la edición impresa y nueva etapa digital
Desde su lanzamiento en 2007, la empresa realizó algunos planes de ajuste de plantilla y recorte de gastos, hasta llegar a un expediente de regulación de empleo en septiembre de 2011, por el que hubo una treintena de bajas incentivadas, además de una rebaja de sueldo para los trabajadores con los salarios más elevados. El 3 de enero de 2012, la empresa declaró un concurso voluntario de acreedores para buscar un nuevo socio inversor que, al no encontrarse, provocó el cierre de la edición impresa y la aplicación de un nuevo ERE, que supuso el despido de más de un centenar de trabajadores. Así, el 24 de febrero de 2012, Público dejó de publicar la edición en papel, mientras su página web continuó en activo bajo la coordinación del Jefe de Sección de Internet, Pablo Oliveira y Silva, a la espera de la resolución concursal.
Con el objetivo de dar una respuesta a los acreedores de la compañía, la administración concursal puso en marcha una subasta por la cabecera de Público que se resolvió el 22 de mayo de 2012 con la adjudicación de Público.es a Display Connectors, que reorganizó la estructura de la plantilla y reforzó editorialmente la página web con nuevos colaboradores y periodistas, quedando constituida una nueva directiva en junio y una nueva redacción en la calle Gran Vía de Madrid en septiembre.

## Nueva oferta informativa
Entre las nuevas ofertas informativas, desde diciembre de 2013 el programa de televisión La Tuerka se incorpora a los contenidos informativos de Público, con un programa diario que se emite en directo a través de internet, todas las noches de lunes a jueves, dirigido y presentado por Pablo Iglesias Turrión. En septiembre de 2014, la programación de La Tuerka volvió multiplicada en varias tuerkas. Al conocido programa de tertulia política, que pasa a denominarse En Clave Tuerka y a presentarse solo por Juan Carlos Monedero, se le suman tres nuevos programas: Otra vuelta de Tuerka, presentado por Pablo Iglesias; La Tuerka Distrito Federal, con Tania Sánchez y Noelia Vera; y La Tuerka News, con Facu Díaz, Héctor Juanatey y Miguel Maldonado (posteriormente). Todos los programas se emiten a través de Público TV, el canal de televisión en internet de Público.
En noviembre, un grupo de personas de diferentes procedencias y ámbitos sociales, con sensibilidades políticas diversas, ponen en marcha, en la plataforma que les ofrece Público, un foro de debates con la intención de impulsar la acción y el pensamiento críticos, denominado Espacio Público. La intención es que este foro sea un lugar de encuentro y punto de partida de una red que promueva la participación y el lanzamiento de iniciativas para renovar y reforzar el pensamiento crítico alternativo frente al pensamiento único dominante.
Además, desde marzo de ese año, Público acoge en sus páginas los contenidos digitales en abierto de la revista Panenka, una publicación que se acerca al mundo del fútbol desde un punto de vista radicalmente diferente al del resto de medios. En octubre de ese año, Público estrena una nueva sección de videojuegos, sumando a su oferta informativa periódica, los contenidos de Gamereactor, la primera red de noticias sobre videojuegos de Europa.
En junio de 2016 se incorporó también a su oferta de información los contenidos de la revista digital CTXT (Contexto y Acción), con la aspiración de ofrecer información más elaborada, a un ritmo pausado y con un enfoque analítico.
La presencia de Público en redes sociales también se amplió a través de Moving2you, una plataforma para viajeros. Esta nueva red social, que combina las capacidades de Facebook con la versatilidad de Google Maps, estará integrada en una nueva sección 'Viajeros', con apartados dedicados a la fotografía exótica, literatura de viajes y gastronomía. Un nuevo suplemento que se suma a los recientemente inaugurados de Empleo, Motor y Videojuegos.

## Nuevos blogs y columnas de opinión
Desde inicio de 2013, el diario ha incorporado nuevos columnistas, desde Juan Carlos Monedero hasta Alberto Garzón, pasando por Esther Vivas, Luis García Montero y Moncho Alpuente, fallecido en marzo de 2015. Sus blogs se han enriquecido con el del colectivo EconoNuestra, que reúne a un elenco de economistas de izquierdas; con ¡Eureka!, donde se presentan las novedades de inventores, innovadores e investigadores españoles; con un mayor impulso al blog Memoria Pública, en defensa de la memoria histórica, y con la recuperación del espacio Femenino Plural, en defensa de los derechos de la mujer.
En la nueva andadura de la página web se tomó la decisión de reestructurar la plantilla habitual de colaboradores, columnistas y blogueros. Se incorporaron como colaboradores habituales David Bollero (colaborador desde 2009 y corresponsal en Londres tras la marcha de Íñigo Sáenz de Ugarte), Alfredo Varona, Eugenio García Gascón, Antonio Avendaño, Begoña Piña, María José Arias, Fernando Ravsberg, Juan Antonio Blay, Aitor Lagunas y Ana Delicado, entre otros.
En cuanto a columnistas y blogueros, la lista de nombres se completa con Vicenç Navarro, Arturo Fernández, Juan Torres y Alberto Sicilia. Además, también cuenta con Luis Matías López, Aníbal Malvar, Shangay Lily (fallecido en abril de 2016), David Torres, Nazanín Armanian, Juan José Téllez, Jaume Grau, Víctor J. Hernández, Pablo Iglesias, Jordi Calvo, Jesús Moreno, Antonio Albiñana y Carlos Torres, entre otros. Alfons López permanece como viñetista.

## Columnistas
La sección de Opinión ha contado con columnistas provenientes tanto del periodismo, como es el caso de Manuel Saco o Enrique Meneses, del mundo de la cultura, como Espido Freire, Camilo José Cela Conde, El Gran Wyoming, Luis García Montero, Alberto Olmos, Juan Luis Cano, Tonino, Nativel Preciado, Isaac Rosa o Berto Romero, así como del ámbito científico y universitario como Joan Subirats y Vicenç Navarro. También colaboraron como columnistas el periodista Javier Ortiz (fallecido en abril de 2009) el también fallecido José Antonio Labordeta o los escritores Martín Casariego y Rafael Reig. Este último fue el primer redactor jefe de la sección de Opinión, denominada entonces de "Participación", y posteriormente columnista diario hasta final de octubre de 2009, cuando fue retirado de la sección.
Con el periódico han colaborado viñetistas como Mauro Entrialgo, Santi Orúe, Manel Fontdevila, Bernardo Vergara, Alfons López y Pepe Medina, si bien solo los tres últimos permanecieron en la plantilla hasta el cierre de la edición de papel; los cuatro primeros son colaboradores también de la revista de humor El Jueves. Alfons López se mantiene aún como viñetista del diario digital.

## Cabecera
Su cabecera es el nombre completo del diario tipografiado en color rojo. Anteriormente, a su derecha incorporaba la reproducción de una acuarela de Miquel Barceló realizada para el medio, que contiene aparte de Público a pie también una bicicleta pública. Además, el nombre del diario iba acompañado del dominio.es.

## Campañas en redes sociales
Público ha logrado convertirse en el periódico de información general europeo con mayor porcentaje de audiencia procedente de Facebook; más de un tercio del total de su audiencia proviene de esta red social. Una participación que también se ha visto reflejada en Twitter, o desde Google, de donde obtiene también otro tercio de su audiencia.
Gracias a ese impacto mediático en las redes sociales, el diario ha apadrinado campañas ciudadanas masivas mediante cartas abiertas dirigidas al Gobierno español: una exigiendo transparencia sobre el fraude fiscal (con más de 135 000 seguidores en Facebook o a través de correos electrónicos directos), y otra en defensa de la Sanidad pública (con más de 42 000).

## Proyectos relacionados
Otros proyectos puestos en marcha por experiodistas de Público
Ediciones en papel
- La Marea: En la subasta que se celebró en mayo de 2012 para la adjudicación de la cabecera de Público también participó una asociación de algunos extrabajadores y lectores del diario con la intención de adquirir el rotativo. Al no hacerse con la cabecera, esta asociación decidió formar una cooperativa, formalmente constituida el 8 de julio, bajo el nombre de MÁSPúblico, que edita una revista mensual en papel, además de contar con una edición en digital.[14] A partir de diciembre de 2012, este diario pasa a denominarse La Marea, publicándose el primer número en papel el 21 de diciembre de 2012[15]

- Mongolia (revista): Revista satírica de izquierda publicada en España en formato de papel. Su lanzamiento se produjo el 23 de marzo de 2012. Según sus creadores los referentes de la publicación son La Codorniz, Hermano Lobo, El Papus, Barcelona, The Clinic y el humor de Monty Python. Si bien el contenido de la revista es humorístico, incluye en sus páginas la sección «Reality news», donde se incluyen reportajes de periodismo de investigación sobre temas políticos y sociales.

- Líbero: Es una revista cultural dedicada al mundo del fútbol.

Ediciones en digital
- ElDiario.es: El periodista y director fundador de Público, Ignacio Escolar, junto con algunos redactores del diario, pusieron en marcha en septiembre de 2012 un nuevo medio digital de información y análisis con el foco puesto en la política y en la economía: eldiario.es. Editado por Diario de Prensa Digital S.L., más del 50 % de esta empresa está en manos de personas que trabajan en la redacción.

- Infolibre: El último director de la edición en papel, Jesús Maraña, junto con el entonces subdirector, Manolo Rico, y el redactor jefe de la sección de Política, Juan Carlos Ortiz, han puesto en marcha en marzo de 2013 el diario InfoLibre. Una propuesta informativa y cívica que aspira a practicar un periodismo profesional,[cita requerida] impulsado por un grupo de periodistas que tienen una participación sustancial en el accionariado de la empresa editora; independiente, que aspira a sostenerse fundamentalmente con las aportaciones económicas de sus lectores; y libre, ya que rechaza cualquier forma de financiación opaca que pueda esconder condiciones editoriales, subvenciones o acuerdos que oculten contrapartidas en detrimento de los intereses informativos.

- Materia: Aprovechando la popularidad y prestigio de la sección de Ciencias (Premio Prisma Especial Casa de las Ciencias en 2010), seis de sus redactores, dirigidos por Patricia Fernández de Lis, lanzaron en julio de 2012 una nueva web de noticias de ciencia, medio ambiente, salud y tecnología, cuyos contenidos podían ser republicados de forma gratuita por cualquier medio de España, América Latina y EE. UU., bajo una licencia Creative Commons. Tras dos años en los que sus contenidos han sido reproducidos por 200 medios de todo el mundo, y en los que Materia se ha mantenido mediante patrocinios selectivos y la colaboración de sus lectores, en octubre de 2014 selló un acuerdo para asociarse con el periódico El País para que Materia fuera la sección de Ciencia del diario.

- Sancho Panza': Cooperativa de prensa y taller de reportaje experimental impulsados por el ex-corresponsal de Público en París, Andrés Pérez. Existe desde 2001, pero en 2007 se había integrado provisionalmente en Público. Ha sido relanzada tras los despidos y el cierre del diario, en 2012. Funciona como una agencia de prensa, y legalmente es una cooperativa y asociación sin ánimo de lucro registrada en Francia.